# 문신 (관료)
문신(文臣)은 한국, 중국, 베트남 등의 동아시아 봉건왕조국가 시대에 문과 시험에 합격하여 벼슬을 역임한 관료를 가리키는 말이다.